# Exephanes riesei
Exephanes riesei är en stekelart som först beskrevs av Heinrich Habermehl 1916.
Exephanes riesei ingår i släktet Exephanes och familjen brokparasitsteklar. Inga underarter finns listade i Catalogue of Life.